# Edna Phillips
Edna Phillips (Reading, Pennsilvània, 7 de gener de 1907 – 2 de desembre de 2003), més tard Edna Phillips Rosenbaum (tot i que mai va canviar el seu nom professional i encara era coneguda com a "Miss Phillips"), va ser una arpista estatunidenca associada durant molt de temps a l'Orquestra de Filadèlfia i professora al Conservatori de Música de Filadèlfia. La seva contribució més duradora a l'instrument va ser un conjunt d'obres que va encarregar com a solista, inclosos els concerts d'Alberto Ginastera, Nicolai Berezowsky, Ernst Krenek i Ernő Dohnányi.

## Estudis i adolescència
Edna Phillips va néixer a Reading, Pennsilvània, on va aprendre a tocar el piano i el violí. Als disset anys va començar a estudiar arpa amb Florence Wightman. Miss Wightman va ser alumna de Carlos Salzedo al recentment creat Curtis Institute of Music de Filadèlfia. Ella també era la seva ajudant docent. Quan Edna es va traslladar a Filadèlfia dos anys després, va continuar les seves classes particulars amb Miss Wightman i va auditar estudis i classes d'arpa a Curtis. Quan Miss Wightman va ser contractada pel famós teatre Roxy de Manhattan per tocar a la seva orquestra, va portar Edna per ser la seva segona arpista. No obstant això, Edna es va sentir tan incòmoda amb l'ambient teatral i la música rutinària que va tornar a Filadèlfia després de sis setmanes.
Edna va fer una prova per estudiar a Curtis, tocant l'arpa i el piano, i va ser acceptada per Salzedo, en part per la força que tocava al piano, i es va matricular a la tardor de 1927. Com a estudiant de primer any, Edna tenia classes particulars amb la recentment nomenada instructora associada de Salzedo, Lucile Lawrence. Val a dir que aquell any, Salzedo tenia dotze estudiants i la professora Lawrence en tenia altres sis, inclosa Alice Chalifoux. En els anys següents, l'estudi va mantenir entre deu i dotze estudiants, en contrast amb el total de quatre inscrits en els darrers anys a Curtis i diversos altres conservatoris nord-americans.
A la tardor de 1928, Edna va començar les seves classes particulars amb Salzedo. Els estius els passava a Maine, on es trobava la seva colònia d'arpa; primer a Seal Harbor i després a Camden, on va romandre fins al seu tancament el 2002. Amb el fort bagatge pianístic d'Edna i la musicalitat innata, va avançar ràpidament. El 1930 (només el cinquè any que tocava l'arpa), Salzedo i Lawrence van organitzar la seva audició al seu apartament per a Leopold Stokowski, el ja famós director de lOrquestra de Filadèlfia, per a la posició de segona arpa. Per sorpresa seva –i de Salzedo– va ser nomenada principal arpa als vint-i-dos anys.

## Carrera en solitari
Edna va actuar aquell any com a solista de laReading Symphony Orchestra, el 23 de febrer de 1930. Va tocar el Debussy Deux Danses: Sacree et Profane i, com a bis, la virtuosa obra de Carlos Salzedo Whirlwind. Edna Phillips va ser aplaudida amb entusiasme per un bis i va tocar "El remolí", de Carlos Salzedo. La peça és característica del seu nom, i suggereix un tornado, un caos i una turbulència molt nombroses al seu pas. Tècnicament una composició difícil, va ser interpretada per l'arpista amb un equilibri i una seguretat que suposaven un domini inusual de la dinàmica del seu instrument. Els números del conjunt van evidenciar la seva comprensió intel·ligent i simpàtica dels efectes orquestrals, que va encantar el públic agraït. La gràcia i la bellesa de la seva interpretació es van millorar amb l'ús de gestos preciosos, una innovació en el toc d'arpa que va afegir una simetria agradable a tot l'efecte. L'any següent Edna gravaria el Debussy amb Stokowski, amb només dos dies d'antelació per preparar-se. (Aquest enregistrament ha estat reeditat a l'etiqueta Biddulph [WHL 013] Stokowski dirigeix els orquestres francesos favorits, volum tres).

## Orquestra Filadèlfia
Com a membre de lOrquestra de Filadèlfia, la Edna Phillips es va llançar a un esgotador horari d'actuacions i enregistraments, des de Bach fins a Schönberg, moltes de les orquestracions de Stokowski, que revisaria immediatament en els assajos, així com les darreres partitures contemporànies. Havia d'aprendre a llegir qualsevol cosa a la vista. Va actuar com a membre de l'orquestra del 1930 al 1946, amb Marjorie Tire com a segona arpista. La Edna Phillips va ser la primera dona de l'orquestra i, segons va assenyalar un titular del diari, "va afegir un toc femení a la part dreta del conjunt". (Generalment, Stokowski preferia col·locar l'arpa a la part davantera de l'escenari, a prop dels contrabaixos o, de vegades, a l'esquerra.) El 1937, una de les moltes vegades que Edna Phillips va actuar com a solista amb lOrquestra de Filadèlfia, va tocar Chorale et. Variacions de Widor. The Philadelphia Ledger va enregistrar el 16 de març que "tocava magníficament la bella coral i variacions de Widor per a arpa i orquestra. Va mostrar una qualitat sonora bonica, un volum ampli i una tècnica fluïda, que el treball exigeix, ja que gairebé esgota les possibilitats de l'arpa. El públic es va esforçar molt per aconseguir un número de bis però es va decebre". A continuació del text es mostrava una llista de totes les actuacions en què va aparèixer com a solista de l'Orquestra de Filadèlfia.

## Sabàtic
Va prendre un any sabàtic el 1941-42 i Lynne Wainwright (Palmer) i Reba Robinson van suplir-la. Durant el seu any lliure, Edna va concertar i va donar l'estrena mundial de la seva comissió Sea Chanty de Paul White. Va estrenar aquest preciós treball amb la Filharmònica de Rochester (Nova York) sota la batuta del famós Josep Iturbi, i posteriorment la va gravar per a "Columbia Records" amb la direcció d'Eugene Ormandy. Després de 1946, sovint tornava a l'orquestra per substituir-la i ajudar-la, i és possiblement l'arpista de la banda sonora de la reconeguda pel·lícula Louisiana Story, amb la seva coneguda partitura musical de Virgil Thomson.

## Ensenyament
La senyoreta Phillips va començar a ensenyar el 1932 al Conservatori Superior de Música de Filadèlfia, i va romandre allà fins al 1972. Quan va morir Carlos Salzedo el 1961, se li va oferir el seu lloc a Curtis, però la va rebutjar a favor de Marilyn Costello, la seva successora a lOrquestra de Filadèlfia. Va ensenyar i entrenar estudiants en privat i va ajudar a desenvolupar molts arpistes de Filadèlfia, inclosa Karin Fuller. Quan va deixar lOrquestra de Filadèlfia, es va endinsar en el treball comunitari. Va fundar la "Germantown Branch de la Settlement Music School" per a la qual va ser presidenta i membre de la junta (un conservatori comunitari/pre-universitari). També va fundar el capítol de Filadèlfia d'una important organització, "Young Audiences", que presenta concerts per a nens. Va ser activa a la "Musical Fund Society de Philadelphia", una organització social i filantròpica, i fins fa poc va ser assessora musical de la Philadelphia Chamber Music Society.

## Vida personal
Es va casar el 1933 amb Sam Rosenbaum, un destacat advocat i membre de la junta de l'Orquestra de Filadèlfia, i tenia una família de dos fills i dos fillastres. Li sobreviuen el seu fill Hugh Rosenbaum de Londres, la seva filla Joan Solaun d'Illinois, dos nets (Emma Cristina Solaun, advocada a Miami, Florida i la filla de Joan i Mauricio Solaun, i Arwen Cecilia Rosenbaum, la filla de Hugh i Rowena Rosenbaum), fillastra, Rosamond Bernier.